# Феррари, Энцо (тренер)
Энцо Феррари (итал. Enzo Ferrari; 21 октября 1942, Сан-Дона-ди-Пьяве, Венеция — 11 мая 2025) — итальянский футболист и тренер.

## Карьера

### Футболиста
Практически всю свою карьеру Феррари отыграл на позиции нападающего в клубах из низших лиг. В Серии А он дебютировал в составе «Палермо». Наибольшую известность форварду принёс гол «Роме» 12 января 1969 года, который он забил прямым ударом с 77 метров от ворот. Позднее футболист играл за «Удинезе».

### Тренера
Завершил свою карьеру Феррари в клубе «Конельяно», в котором он начал тренерскую карьеру. В 1980 году после годичной работы наставником молодёжки «Удинезе», специалист возглавил главную команду. Четыре сезона Феррари удерживал клуб в Серии А. В сезоне 1984-85 он трудился в испанской Ла Лиге с «Сарагосой», после чего вновь вернулся на родину. В итальянской элите специалист трудился с «Авеллино» и «Реджаной», но успеха с ними он не снискал.
В 2010—2011 годах Энцо Феррари занимал пост генерального директора «Триестины».
Умер 11 мая 2025 года в возрасте 82 лет.